# 洞头镇
洞头镇，是中华人民共和国广西壮族自治区柳州市融水苗族自治县下辖的一个乡镇级行政单位。

## 行政区划
洞头镇下辖以下地区：
洞头村、六进村、高安村、甲烈村、滚岑村、甲朵村和一心村。